# Валя-Лунге (Сібіу)
Валя-Лунге (рум. Valea Lungă) — село у повіті Сібіу в Румунії. Входить до складу комуни Дирлос.
Село розташоване на відстані 237 км на північний захід від Бухареста, 48 км на північ від Сібіу, 88 км на південний схід від Клуж-Напоки, 112 км на північний захід від Брашова.

## Населення
За даними перепису населення 2002 року у селі проживали 250 осіб.
Національний склад населення села:
| Національність | Кількість осіб | Відсоток |
| -------------- | -------------- | -------- |
| румуни         | 228            | 91,2%    |
| цигани         | 20             | 8,0%     |

Рідною мовою назвали:
| Мова      | Кількість осіб | Відсоток |
| --------- | -------------- | -------- |
| румунська | 230            | 92,0%    |
| циганська | 20             | 8,0%     |